# Parafia Najświętszej Maryi Panny Nieustającej Pomocy w Szczecinie
Parafia pod wezwaniem Najświętszej Maryi Panny Nieustającej Pomocy w Szczecinie – parafia rzymskokatolicka należąca do dekanatu Szczecin-Żelechowo, archidiecezji szczecińsko-kamieńskiej, metropolii szczecińsko-kamieńskiej. Została erygowana w 1946. Siedziba parafii mieści się w Szczecinie przy ulicy Strzałowskiej.